# Tosh McKinlay
Thomas Valley „Tosh“ McKinlay (* 3. Dezember 1964 in Glasgow) ist ein ehemaliger schottischer Fußballspieler. Als linker Außenverteidiger war er von 1981 bis 1999 in Schottland beim FC Dundee, Heart of Midlothian und Celtic Glasgow aktiv, dazu im Kader der schottischen Nationalmannschaft bei der Euro 1996 in England und der WM-Endrunde 1998 nach Frankreich.

## Sportlicher Werdegang
McKinlay war in jungen Jahren ein talentierter linker Flügelspieler, der in der schottischen Schülernationalmannschaft mit einem harten Schuss auffiel und in dem Nachwuchsklub von Celtic Glasgow, dem Celtic Boys Club, ausgebildet wurde. Der sportliche Durchbruch gelang ihm dann ab 1981 beim FC Dundee, wo er die nächsten sieben Spielerjahre seiner Laufbahn verbrachte und auf die Position des Außenverteidigers zurückgezogen wurde.
Schon als Teenager kam er in Dundee zu seinem Debüt in der ersten Mannschaft, als er zum Ende der Saison 1982/83 gegen den FC St. Mirren (2:1) auflief. In der folgenden Spielzeit 1983/84 stand er gegen den FC Aberdeen in Pittodrie erstmals in der Startelf und bis zum Ende dieser Saison absolvierte er 46 Partien. Sein Spiel war geprägt von vielen Offensivläufen, die er oft mit Flanken abschloss und beim 3:1-Auswärtssieg gegen Heart of Midlothian steuerte er im Oktober sein erstes Tor bei. Ein weiterer Erfolg war das Erreichen des Halbfinals im FA Cup, das gegen den späteren Titelträger FC Aberdeen verloren ging. Insgesamt stand McKinlay dreimal in Semifinalpartien. Sein zweiter Auftritt war bei einem mitreißenden Derby im April 1987 gegen den Lokalrivalen Dundee United (2:3) und mehr als vier Monate später sein letzter im Ligapokal erneut gegen Aberdeen (0:2). Dazu absolvierte er sechs Länderspiele für die schottische U-21-Auswahl, wobei er unter Trainer Andy Roxburgh im Jahr 1983 gegen die DDR debütierte und zuletzt 1985 gegen Island auflief. McKinlays Zeit in Dundee ging 1988 zu Ende, nachdem Dave Smith als Trainer Jocky Scott beerbt hatte. Neben Graham Harvey, Alan Lawrence, Stuart Rafferty und Vincent Mennie bat McKinlay kurz darauf um seine Freigabe für einen Wechsel und nach anfänglichen Meinungsverschiedenheiten heuerte er im Juni 1988 für 300.000 Pfund in Edinburgh bei Heart of Midlothian an.
McKinlay war in den folgenden Jahren Stammspieler bei den „Hearts“ und als größter Erfolg stand in der Saison 1991/92 der Gewinn der Vizemeisterschaft zu Buche. Mit seinen Leistungen machte er sich auch für englische Vereine interessant, aber statt dort in der Premier League zu spielen, entschied er sich im November 1994 für einen Wechsel zu seinem „Herzensklub“ aus der Heimat Celtic Glasgow. Die Ablösesumme betrug 350.000 Pfund und mit dem von Tommy Burns trainierten Team gewann er ein knappes halbes Jahr später über ein 1:0 im Finale gegen den Airdrieonians FC den schottischen FA Cup. Im November 1995 feierte er als „Spätberufener“ im Alter von fast 31 Jahren seinen Einstand für die schottische A-Nationalmannschaft mit einem 1:0 gegen Griechenland. Mitte 1996 war er im Kader der „Bravehearts“ bei der Europameisterschaft in England und dort bestritt er zwei Vorrundenspiele gegen den England (0:2) sowie die Schweiz (1:0). Danach hatte McKinlay häufiger mit Verletzungen zu kämpfen und nach dem Gewinn des Vizetitels 1997 mit Celtic lieh man ihn Ende Januar 1998 für einen Monat an den englischen Zweitligisten Stoke City aus. Bei dem späteren Absteiger führte er sich unglücklich mit einer roten Karte gegen den FC Middlesbrough (1:2) ein und absolvierte lediglich drei Partien. Zum Gewinn der schottischen Meisterschaft 1998 steuerte McKinlay bei Celtic lediglich fünf Ligaeinsätze bei, wobei ihn in erster Linie Stéphane Mahé als Stammspieler verdrängt hatte. Trotz dieser sportlichen Rückschläge fuhr McKinlay mit Schottland auch zur WM-Endrunde 1998 nach Frankreich und wurde sowohl gegen Brasilien (1:2) als auch Marokko (0:3) in der zweiten Halbzeit eingewechselt – der Auftritt gegen die Nordafrikaner war sein 22. und letztes Länderspiel. Im Sommer 1999 verließ McKinlay Celtic. Kurz darauf ließ er bei den Grasshoppers Zürich und dem FC Kilmarnock seine aktive Laufbahn ausklingen.

## Titel/Auszeichnungen
- Schottischer Pokal (1): 1995